# ظريفة غفاري

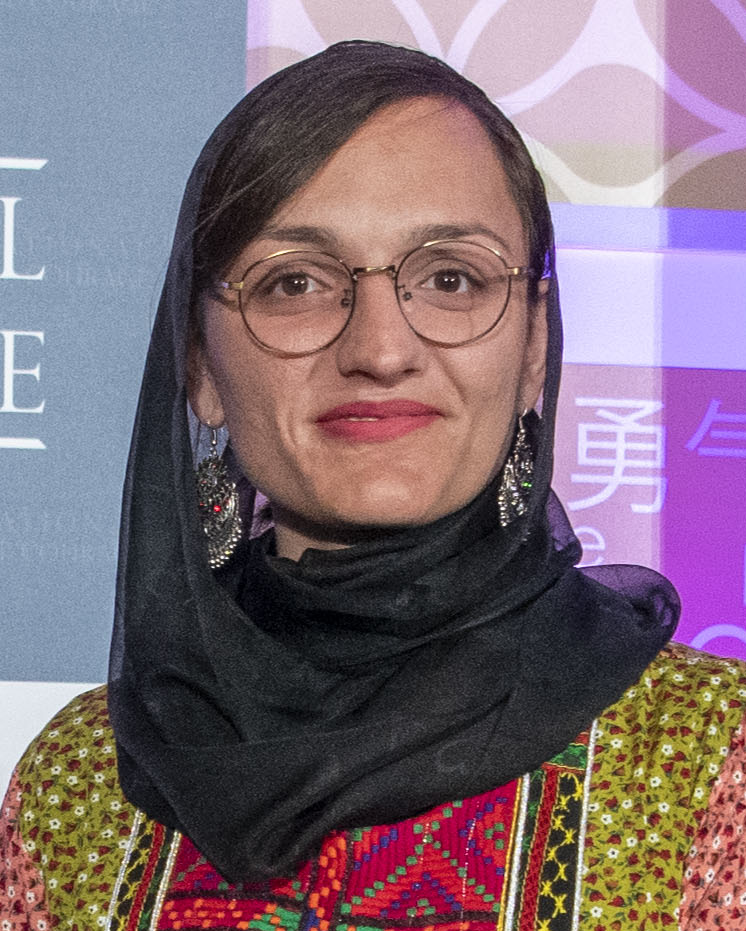

ظريفة غفاري ((بالبشتوية: ظریفه غفاری)‏؛ مواليد 1992) ناشطة وسياسية أفغانية.  في نوفمبر 2019، أصبحت رئيسة بلدية ميدان شهر، عاصمة ولاية وردك، أفغانستان. كانت ظريفة واحدة من عدد قليل من رئيسات البلديات الأفغانيات، وكانت أيضًا أصغر من تم تعيينها في سن 26 عامًا.
هي معروفة بجهودها للنهوض بحقوق المرأة في أفغانستان. تم اختيار ظريفة لتكون امرأة عالمية شجاعة في عام 2020 من قبل وزيرة الخارجية الأمريكية. نجت من ثلاث محاولات اغتيال.

## الحياة والوظيفة
ولدت ظريفة غفاري عام 1992 في كابول، وهي ابنة عبد الواسع غفاري عقيد في الجيش الأفغاني وقائد فيلق العمليات الخاصة. قُتل والدها برصاص المسلحين أمام منزله في كابول في 5 نوفمبر 2020.   التحقت ظريفة بمدرسة حليمة خزان الثانوية في مقاطعة باكتيا لتعليمها الابتدائي وتابعت دراساتها العليا في جامعة بنجاب، شانديغار، الهند.
تم تعيينها رسميًا كرئيسة لبلدية ميدان شهر في يوليو 2018 من قبل الرئيس الحالي أشرف غني. أصبحت أيضًا أصغر عمدة في أفغانستان، وزعمت مصادر قليلة عن طريق الخطأ أن ظريفة هي أول امرأة تشغل منصب عمدة في أفغانستان. ومع ذلك، فقد تم تأجيل ولايتها كرئيسة لبلدية ميدان شهر لمدة تسعة أشهر بسبب الاحتجاجات والتهديدات من قبل السياسيين المحليين حول سنها وجنسها.
كانت هناك عمدات أخريات في أفغانستان، ولكن في مناطق يُنظر إليها عمومًا على أنها أكثر تسامحًا من الناحية الثقافية. في مقاطعة محافظة تقليديا مثل وردك حيث تحظى طالبان بدعم واسع النطاق، شغلت موقفًا لا يمكن الدفاع عنه تقريبًا.  في يومها الأول كرئيسة للبلدية، واجهت مضايقات من مجموعة من الرجال الذين اعتدوا على مكتبها وحذروها من الاستقالة من المنصب. كما واجهت تهديدات بالقتل من طالبان وداعش بعد أن تولت مهامها كرئيسة للبلدية.
أدت ظريفة اليمين الدستورية رئيسة لبلدية ميدان شهر مارس 2019. ومع ذلك، لأسباب تتعلق بالسلامة، أقامت في كابول. تمكنت ظريفة من تقديم حملة لمكافحة القمامة في بلدتها وهي نموذج يحتذى به للنساء الأخريات.  نجت من عدة محاولات اغتيال. وقالت بعد مقتل والدها برصاص مسلحين في 5 تشرين الثاني / نوفمبر 2020، «إنها طالبان. إنهم لا يريدونني في ميدان شار. لهذا قتلوا والدي». كما تقدمت بطلب خاص ونداء من وزير الخارجية الأمريكي آنذاك مايك بومبيو لحماية حقوق المرأة في أفغانستان بعد الشكوك التي طرحتها مفاوضات طالبان في الولايات المتحدة الأمريكية.
بعد سقوط كابول في أيدي طالبان في أغسطس 2021، أعلنت ظريفة أنها لن تفر من البلاد مع تقدم طالبان. في 15 أغسطس 2021، قالت: «أنا أجلس هنا في انتظار قدومهم. لا يوجد أحد يساعدني أو يساعد عائلتي. أنا فقط أجلس معهم ومع زوجي. وسيأتون لأشخاص مثلي ويقتلونني». بعد استيلاء طالبان على الحكومة الأفغانية منتصف أغسطس 2021، فرت من أفغانستان قادمة إلى اسطنبول بتركيا يوم الأربعاء 18 أغسطس برفقة زوجها ووالدتها وشقيقاتها الخمس.  استقرت لاحقًا في بون بألمانيا.

## الجوائز
تم إدراجها في قائمة 100 امرأة ملهمة ومؤثرة من جميع أنحاء العالم لعام 2019 من قبل بي بي سي. تم اختيار ظريفة لتكون امرأة عالمية شجاعة في عام 2020 من قبل وزيرة الخارجية الأمريكية. 

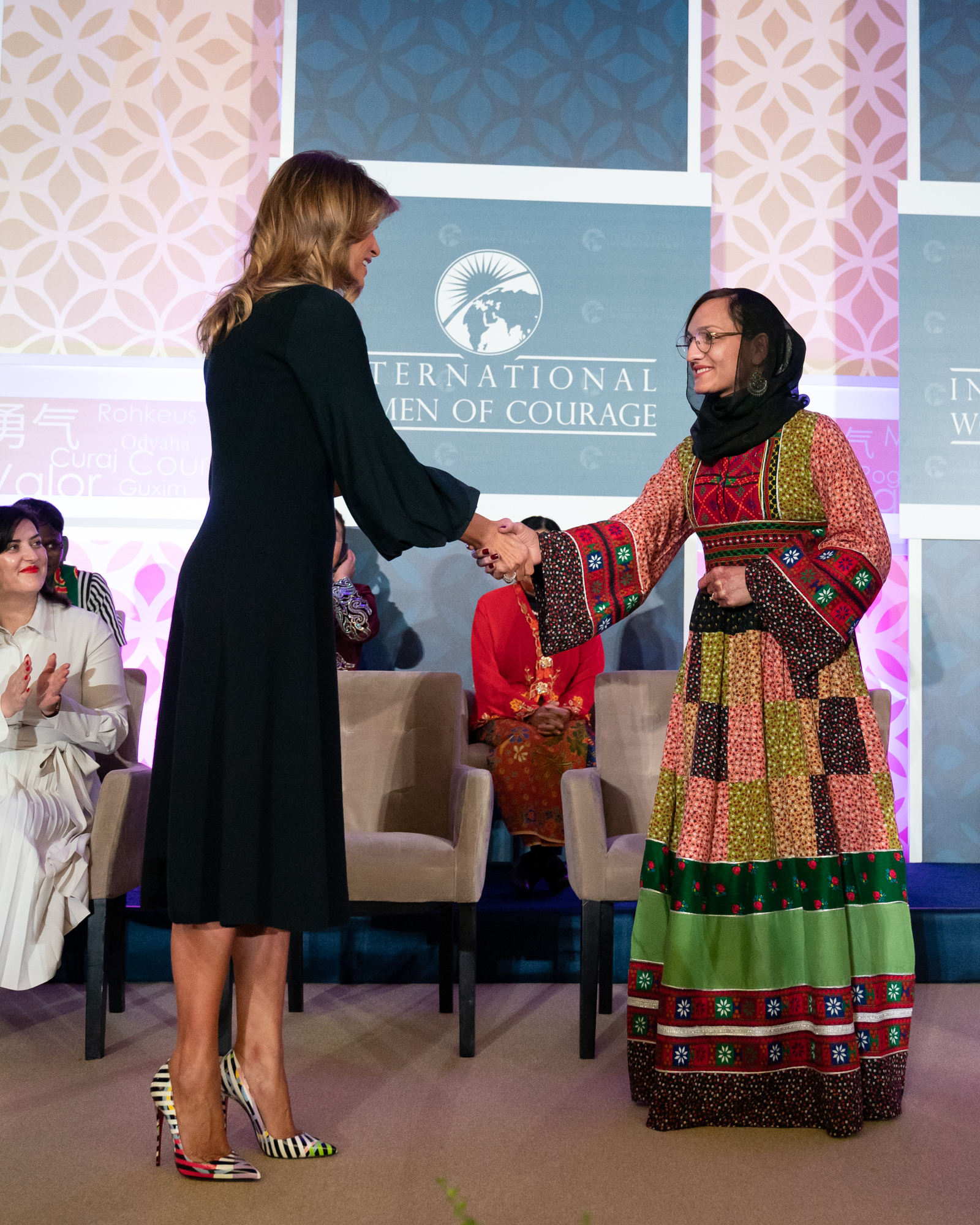